# Monges Cartoixanes
Les Monges de l'Orde de la Cartoixa o cartoixanes són un orde monàstic femení, branca femenina de l'Orde de la Cartoixa.

## Història
L'origen de la branca femenina de la Cartoixa és fosc: el primer monestir, el de Prébayon a la Valclusa, s'afilia a l'orde entre 1140 i 1150, quan li demanaren de fer-ho al prior Joan Hispà de la cartoixa de Montrieux, que redactà una regla inspirada en la dels cartoixans, donant així origen a la branca femenina. Fins llavors, Prébayon havia estat subjecte a la regla de Sant Cesari d'Arle.
Seguien la mateixa regla de l'orde masculí, però els cartoixans adaptaren les seves constitucions, proposant un gènere de vida més cenobític, traient algunes característiques que feien de la Cartoixa un orde proper als eremítics: no hi hauria cel·les individuals com les dels cartoixans i l'ofici nocturn seria recitat i no cantat (llevats de les festes).
Fins al segle xx, només va haver-hi cartoixes femenines a França; en 1794, a causa de la Revolució francesa, van ser tancades totes. El 1816, algunes monges que havien sobreviscut van tornar a agrupar-se i van reviure l'orde.

## Actualitat
Només després del Concili Vaticà II, les monges van poder seguir el mateix tipus de vida que els cartoixans. El 1973 s'aprovaren uns estatuts autònoms i constituïren un capítol general propi, independent del dels pares, que té lloc cada dos anys a la Gran Cartoixa, a continuació del dels pares, sota la presidència del prior de la Gran Cartoixa. Les monges depenen del ministre general dels monjos, però cada monestir és autònom i és regit per una priora, amb l'ajut d'altres monges: vicepriora, procuradora, mestra de novícies, etc.
A la fi del 2005, n'hi ha sis fundacions amb unes cinquanta monges, vint d'elles a França. Les fundacions són:
- A França, les de Nonenque (Marnhagues-et-Latour) i Notre-Dame de Reillanne
- Al País Valencià, la Cartoixa de Santa Maria de Benifassà, a la Tinença de Benifassà (Baix Maestrat).
- A Itàlia, la de la Trinità, a Dego (Savona) i la de Vedana, a Sospirolo (Belluno)
- A Corea del Sud, la de Karthusio Sudowon (de l'Anunciació) (Modongmyeon Bankyaeri).